# Remo Williams (karaktär)
Remo Williams, vanligen bara kallad Remo, är huvudperson i novellserien Remo (Engelska: "The Destroyer") av Warren Murphy och Richard Sapir. 
1985 gjordes även filmen Remo – obeväpnad, men livsfarlig där Remo var huvudperson.

## Figuren
Remo var från början en ärlig polis (föräldralös och utan egentliga vänner) som blev utsatt för en komplott, och dömdes för ett brott han inte begått. Han användes som ett avskräckande exempel och avrättades - och fick då reda på att allt var ett utstuderat sätt att rekrytera honom till organisationen CURE, som därefter var hans arbetsgivare. Organisationen var tänkt att arbeta utanför konstitutionen för att skydda den, och som sådan vet bara den nuvarande presidenten om den. Men för att ingen ska frestas att använda CURE för sina egna syften kan presidenten bara föreslå uppdrag eller beordra den att upplösas.

## Böckerna
Serien böcker om Remo startade som ett samarbete mellan politikern Warren Murphy och journalisten Richard Sapir  och har därefter haft författare som Will Murray och Jim Mullaney. Det finns nästan 140 böcker utgivna, varav lite drygt 110 finns översatta till svenska, först i serien Remo (nedkortade till 160 sidor) och senare Remo Special (från början 240 sidor, mot slutet 320 sidor). Upplagan låg i Sverige på runt 20000 ex/bok.

## Filmen
1985 gjordes filmen Remo – obeväpnad, men livsfarlig med Fred Ward som Remo och Joel Grey som Chiun (sminkningen blev nominerad till en Oscar). Det blev inte någon större succé, även om den var regisserad av Guy Hamilton som regisserat flera James Bond-filmer.